# Робинсон, Майкл
Майкл Робинсон (англ. Michael John Robinson 12 июля 1958, Лестер — 28 апреля 2020, Марбелья, Андалусия) — английский футболист, нападающий, наиболее известный своими выступлениями за «Ливерпуль», с которым он выиграл чемпионат Англии, Кубок лиги и Кубок европейских чемпионов в 1984 году. Также играл за такие клубы, как «Брайтон энд Хоув Альбион», «Куинз Парк Рейнджерс» и «Осасуна». После завершения карьеры стал известным телеведущим и комментатором в Испании.

## Биография
Майкл Робинсон родился 12 июля 1958 года в Лестере, Англия. Свою профессиональную карьеру он начал в 1975 году в клубе «Престон Норт Энд», где провёл четыре сезона, сыграв 48 матчей и забив 15 голов. В 1979 году он перешёл в «Манчестер Сити» за £750,000, что стало рекордной суммой для молодого игрока без опыта в Первом дивизионе. Однако уже в том же сезоне он был продан в «Брайтон энд Хоув Альбион», где восстановил свою репутацию как сильного и техничного нападающего.
В 1983 году Робинсон перешёл в «Ливерпуль» за £250,000, где стал частью команды, выигравшей три трофея в сезоне 1983/84: чемпионат Англии, Кубок лиги и Кубок европейских чемпионов. Хотя он часто был запасным игроком, он сыграл важную роль в успехах команды, включая выход на замену в финале Кубка европейских чемпионов против «Ромы».
В 1984 году Робинсон перешёл в «Куинз Парк Рейнджерс», где провёл два сезона, сыграв 48 матчей и забив 5 голов. В 1987 году он переехал в Испанию, чтобы играть за «Осасуна», где завершил карьеру в 1989 году, сыграв 58 матчей и забив 12 голов.

## Международная карьера
Робинсон выступал за сборную Ирландии, сыграв 24 матча и забив 4 гола в период с 1980 по 1986 год. Он дебютировал в сборной 28 октября 1980 года в матче против Франции в рамках отборочного турнира к чемпионату мира 1982 года.

## После завершения карьеры
После завершения игровой карьеры Робинсон остался в Испании, где стал известным телеведущим и комментатором. Он вёл культовую программу «El día después» на канале Canal+ с 1991 по 2005 год, а также работал на радио и в других телевизионных проектах. В 2018 году он объявил о том, что у него диагностирован рак кожи, и скончался 28 апреля 2020 года в Мадриде в возрасте 61 года.